# Hexylacetaat
Hexylacetaat is de ester van azijnzuur en 1-hexanol. Het is een vluchtige kleurloze vloeistof met een fruitige geur. Ze wordt in de natuur aangetroffen in vele fruitsoorten.
De stof wordt gebruikt als oplosmiddel voor harsen, polymeren, vetten en oliën. Omwille van haar geur wordt ze ook gebruikt als geur- en smaakstof. Ze mag aan voedingswaren toegevoegd worden. Ze wordt ook toegevoegd aan cosmetische producten, detergenten en zeep.